# Aladdin (film, 1986)
Az Aladdin (eredeti cím olaszul: Superfantagenio, angolul: Aladdin) 1986-ban bemutatott olasz filmvígjáték, amelynek főszereplője Bud Spencer. Az élőszereplős játékfilm rendezője Bruno Corbucci, producerei Yoram Globus, Menahem Golan és Ugo Tucci. A forgatókönyvet Mario Amendola, Bruno Corbucci és Marcello Fondato írták, a zenéjét Fabio Frizzi szerezte. A mozifilm készítői a Compagnia Generale és az Italian International Film.
Olaszországban 1986. december 23-án, Magyarországon 1988. június 30-án mutatták be a mozikban, új magyar változattal 1998. május 30-án a TV3-on sugározták a televízióban.

## Cselekmény
Al Haddin, a 14 éves kamasz-fiú egy ócskásnál dolgozik iskola előtt és után, hogy segítsen özvegyen maradt édesanyjának. Egy napon egy régi lámpást tisztogat, mikor egyszer csak kiszabadul a lámpa szelleme, aki kiszabadításáért cserébe felajánlja örökös hűségét és szolgálatait a fiúnak. Ettől a perctől kezdve a fiú minden kívánsága teljesül, ám mégis akad egy kis probléma. A szellem éjszakára elveszíti erejét, és a családot ekkor számtalan veszély fenyegeti. Óvakodniuk kell úgy az alvilági bandavezértől, mint a rendőrfőnöktől, hiszen mindenkinek szemet szúr, hogy a kamasz srác piros luxusautóval, sőt néha varázsszőnyeggel jár.

## Szereplők
| Szereplő                                                                 | Színész              | Magyar hang                      | Magyar hang                    |
| Szereplő                                                                 | Színész              | 1. magyar változat (MOKÉP, 1988) | 2. magyar változat (TV3, 1998) |
| ------------------------------------------------------------------------ | -------------------- | -------------------------------- | ------------------------------ |
| Dzsini                                                                   | Bud Spencer          | Bujtor István                    | Kránitz Lajos                  |
| Al Haddin                                                                | Luca Venantini       | Horváth Zoltán                   | Simonyi Balázs                 |
| Jeremiah nagytata                                                        | Julian Voloshin      | Kenderesi Tibor                  | Dobránszky Zoltán              |
| Jenette Haddin                                                           | Janet Agren          | Básti Juli                       | Tallós Rita                    |
| Patricia O’Connor                                                        | Diamante Pedersoli   | Váraljai Alexandra               | Simonyi Piroska                |
| Monty Siracusa                                                           | Tony Adams           | Reviczky Gábor                   | Tolnai Miklós                  |
| Arthur / Főorvos / Fejes                                                 | Umberto Raho         | Kautzky József                   | Áron László                    |
| Tony „Ad-Vesz”, az ócskás (1. szo.) Tony „Meg-Vesz”, az ócskás (2. szo.) | Lou Marsh            | Láng József                      | Hollósi Frigyes                |
| O’Connor őrmester                                                        | Fred Buck            | Dobránszky Zoltán                | Matus György                   |
| Verőember                                                                | Venantino Venantini  | Szersén Gyula                    | Kárpáti Tibor                  |
| Randy                                                                    | Giancarlo Bastianoni | Kránitz Lajos                    | Sztarenki Pál                  |
| Gyerekrabló                                                              | Buffy Dee            | Farkas Antal                     | Szélyes Imre                   |
| „Kukacos” rendőr (1. szo.) „Macera” rendőr (2. szo.)                     | Raffaele Mottola     | Versényi László                  | Vizy György                    |
| Orvos                                                                    | Harold Bergman       | Elekes Pál                       | Juhász Tóth Frigyes            |
| Red Foster                                                               | Carlo Corbucci       | Rátóti Zoltán                    | Bartucz Attila                 |
| Larry                                                                    | Riccardo Rainieri    | Felföldi László                  | Molnár Levente                 |
| Kosáredző                                                                | Luke Halpin          | Laklóth Aladár                   | Salinger Gábor                 |
| Ujjlenyomatokat átnyújtó rendőr                                          | Jack McDermott       | Antal László                     | Zágoni Zsolt                   |
| Citromsárga zakós férfi a barna kocsiban                                 | Bruno Corbucci       | Hankó Attila                     | Zágoni Zsolt                   |
| Dhanny apja, étterem tulajdonos                                          | Bert Sheldon         | Pathó István                     | Koncz István                   |
| Háztetőről lelökött férfi                                                | Giuseppe Pedersoli   | Csernák János                    | Koncz István                   |
| Genie-t letartoztató rendőr                                              | Charles P. Harris    | Pusztaszeri Kornél               | Janovics Sándor                |
| Eladó a cukrászdában                                                     | Tim Lewis            | Usztics Mátyás                   | R. Kárpáti Péter               |
| Piff                                                                     | N/A                  | Orosz István                     | R. Kárpáti Péter               |
| Paff                                                                     | N/A                  | Balázsi Gyula                    | Wohlmuth István                |
| Pultos a sörkertben                                                      | N/A                  | Balázsi Gyula                    | Albert Gábor                   |
| Dhanny                                                                   | N/A                  | Kaszás Gergő                     | ifj. Morassi László            |
| Idős gyerekkereskedő nő                                                  | N/A                  | Pásztor Erzsi                    | Vajda Márta                    |
| Kockás inges szomszédnő                                                  | N/A                  | Zsolnai Júlia                    | N/A                            |
| Tom Hines, a vízisíbajnokság bemondója                                   | N/A                  | Kerekes József                   | Kapácsy Miklós                 |
| Kincskereső                                                              | N/A                  | Simon György                     | R. Kárpáti Péter               |
| Edző a vízisíbajnokságon                                                 | N/A                  | Simon György                     | Pethes Csaba                   |
| Néger lány a vízisíbajnokságon                                           | Melonee Rodgers      | Zentai Lilla                     | N/A                            |
| Ballonos, napszemüveges rendőr a sztrádán                                | N/A                  | Izsóf Vilmos                     | N/A                            |
| Bajszos rendőr a sztrádán                                                | N/A                  | Matus György                     | N/A                            |
| Frau O’Connor, őrmester felesége                                         | N/A                  | Dallos Szilvia                   | N/A                            |
| Nővér                                                                    | N/A                  | Csere Ágnes                      | N/A                            |
| Sheltonné, Arthur felesége                                               | N/A                  | Gyimesi Pálma                    | N/A                            |

## Televíziós megjelenések
Új magyar szinkronnal az alábbi televíziókban vetítették le:
- TV3, TV2, M1, Super TV2, Paramount Channel, Mozi+, Comedy Central